# Eisenbahn-Flutbrücke über die Ehle

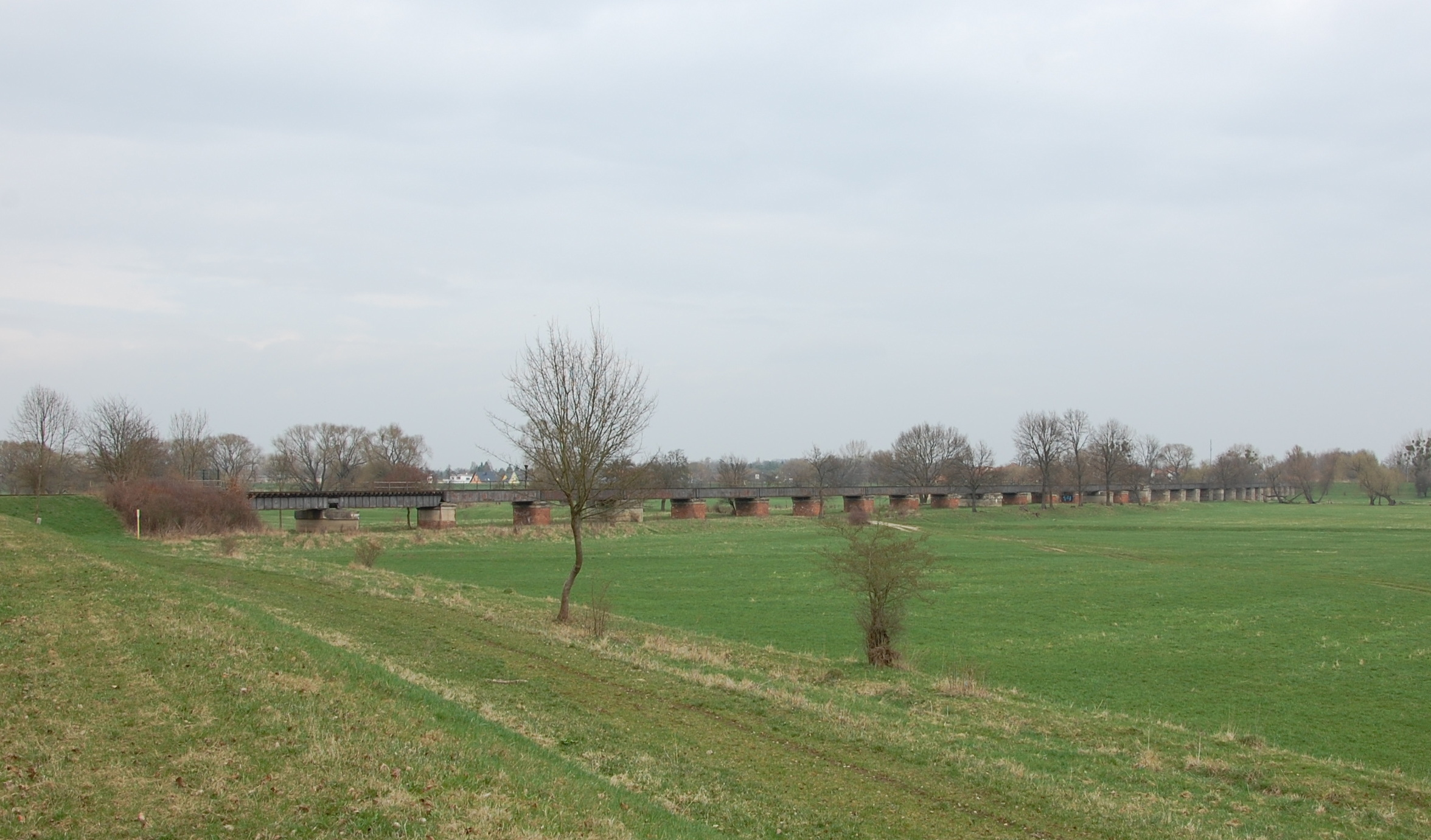
Eisenbahn-Flutbrücke über die Ehle, Blick von Südwesten

Die Eisenbahn-Flutbrücke über die Ehle ist eine denkmalgeschützte Eisenbahnbrücke in Sachsen-Anhalt.

## Lage
Die Brücke auf der stillgelegten Bahnstrecke Biederitz–Magdeburg-Buckau befindet sich östlich von Magdeburg. Sie führt vom Magdeburger Stadtteil Berliner Chaussee nach Osten zum Biederitzer Ortsteil Heyrothsberge und überbrückt dabei den Elbe-Umflutkanal und die Ehle.

## Architektur und Geschichte
Die etwa 500 Meter lange Brücke ist eisenbahn-, ingenieur- und brückenbaugeschichtlich von hoher Bedeutung.
Die Brücke entstand im Jahr 1846 während des Baus der Bahnstrecke Berlin–Magdeburg durch die Berlin-Potsdam-Magdeburger Eisenbahngesellschaft und ist damit ein aus der frühen Zeit der Privatbahnen erhaltenes Denkmal. Es handelt sich um eine der weltweit ältesten erhaltenen Blechträgerbrücken. Der Unterbau aus Pfeilern und Widerlagern ist weitgehend original.
Das Brückenbauwerk wurde vom östlichen Widerlager aus über 58 Ruten (etwa 219 Meter) über 15 Öffnungen mit einer lichten Weite von jeweils 40 Fuß (etwa 12,4 Meter) bis zu einem westlichen Widerlager errichtet. Von da ab führte die Bahnstrecke über einen Erdschüttdamm in Richtung Magdeburg. Sowohl die 14 Pfeiler als auch die beiden mit Werksteinmauerwerk versehenen Widerlager sind erhalten.
1854 erfolgte ein zweispuriger Ausbau der Strecke. Dafür wurden die Widerlager und Pfeiler verbreitert. Der Überbau des zweiten Gleises entstand in der damals neuartigen Blechträgerkonstruktion mit Langschwellen. 1864 wurde das ursprüngliche Gleis in gleicher Weise erneuert. Der alte Oberbau aus gusseisernem Sprengwerk wurde dabei entfernt.
Mit dem flussauf erfolgenden Bau des Pretziener Wehrs in den Jahren 1871 bis 1875 wurde die Ehleniederung als Umflutkanal genutzt. Der alte Erdschüttdamm musste entfernt werden. Die Eisenbahnbrücke wurde daher nach Westen um das Doppelte verlängert. Der alte Damm wurde breitgeschoben. Zugleich wurde das zweite Gleis bereits wieder zurückgebaut und der dortige Oberbau für den Neubau der Verlängerung wiederverwendet. Der Unterbau wurde gleichartig an dem bisherigen westlichen Widerlager angesetzt und in Ziegelmauerwerk ausgeführt. Auch diese Brücken sind bis auf die beiden westlichsten Felder im Original erhalten. Diese beiden Felder wurden vermutlich im Zweiten Weltkrieg gesprengt, später jedoch in gleicher Form wieder aufgebaut. Möglicherweise wurden dabei Materialien von anderen Standorten hier wiederverwendet.
Nach der Neutrassierung der Strecke im Bereich Magdeburg verlor die Bahnstrecke Biederitz–Magdeburg-Buckau an Bedeutung und wurde 1998 stillgelegt. Obwohl die Eisenbahnstrecke stillgelegt ist, gilt der Erhaltungszustand der Brücke als gut.
Im örtlichen Denkmalverzeichnis ist die Brücke unter der Erfassungsnummer 107 05021 als Baudenkmal verzeichnet.